# Tangara obscur
Mitrospingus cassinii
Espèce
Statut de conservation UICN

 LC  : Préoccupation mineure
Le Tangara obscur (Mitrospingus cassinii), également appelé mitropspin obscur, est une espèce de passereaux de la famille des Mitrospingidae.

## Répartition et sous-espèces
- Mitrospingus cassinii costaricensis Todd, 1922 — nord du Costa Rica et de l'ouest du Panama ;
- Mitrospingus cassinii cassinii (Lawrence, 1861) — Panama et Chocó-Magdalena.